# Syrphophagus taiwanus
Syrphophagus taiwanus is een vliesvleugelig insect uit de familie Encyrtidae. De wetenschappelijke naam is voor het eerst geldig gepubliceerd in 1988 door Hayat & Lin.